# Pod Talios

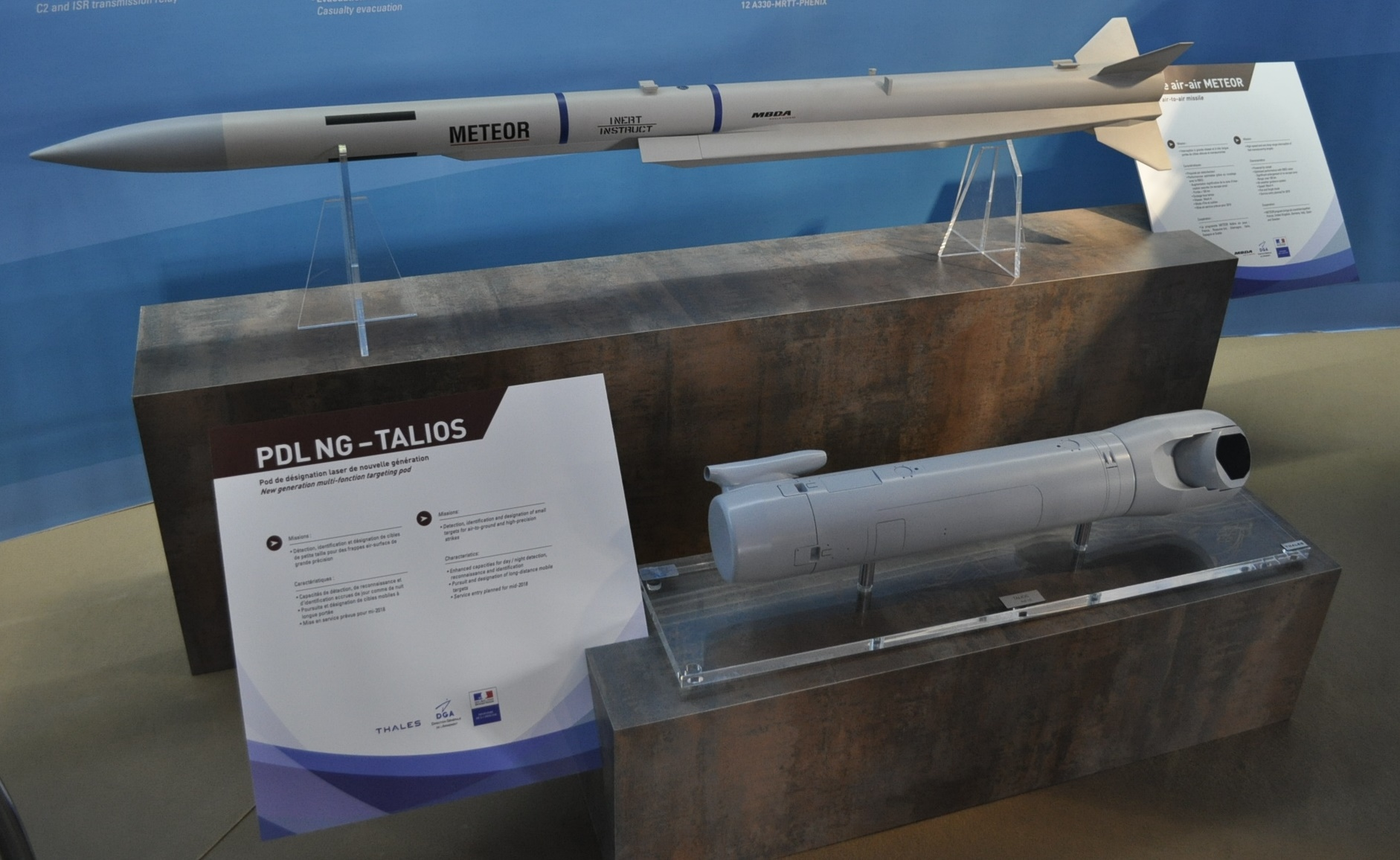
Maquette du Talios (en bas).

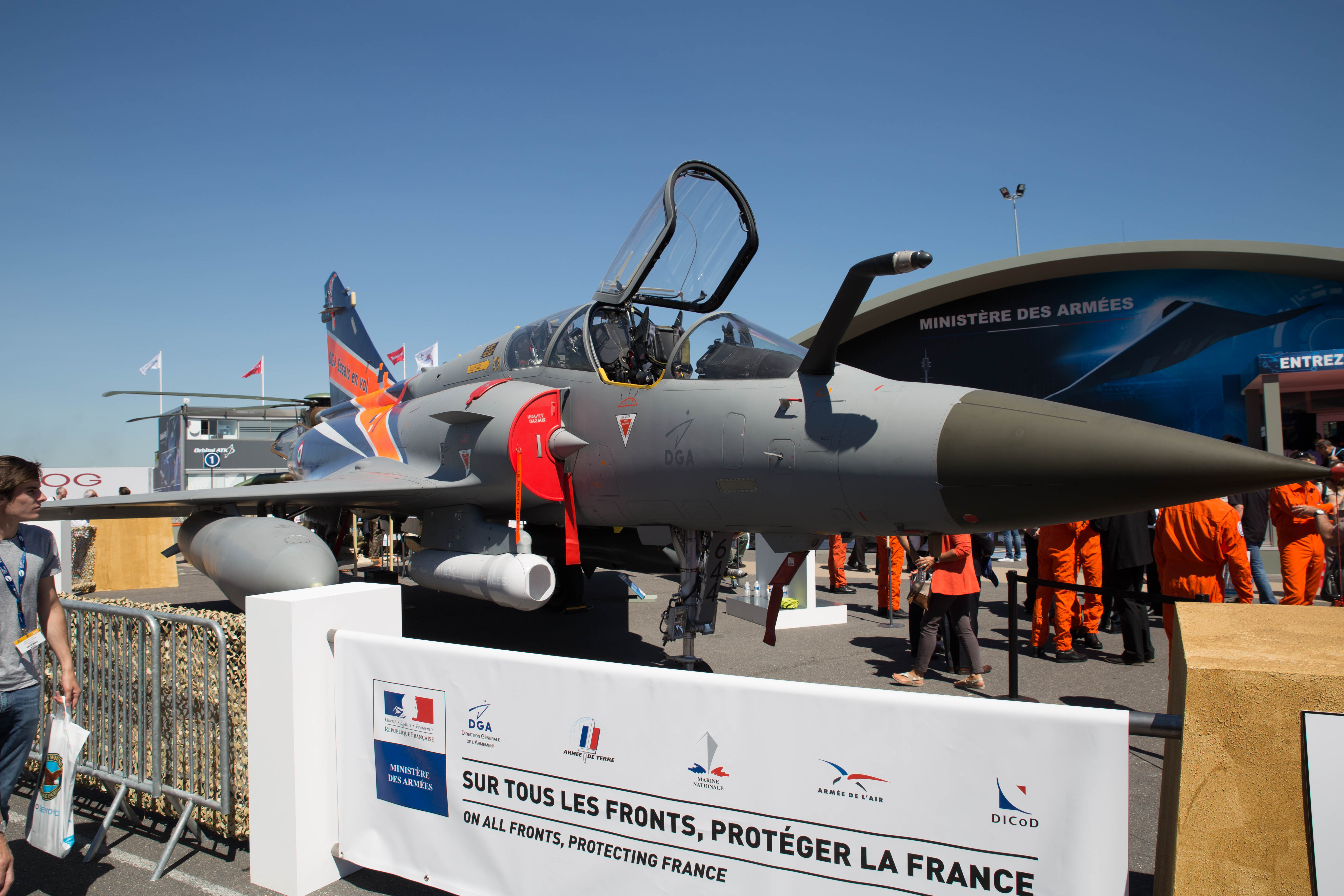
Un Mirage 2000 de la Direction générale de l'armement équipé d'une nacelle Talios.

Le pod Talios est une nacelle de désignation développée par Thales. Talios est un acronyme qui en anglais signifie Targeting Long-range Identification Optronic System (système optronique d’identification et ciblage à longue portée) et remplace l'appellation PDL-NG (pour « pod de désignation laser de nouvelle génération »).

## Historique
Le développement est lancé en février 2013 quand la direction générale de l’Armement française notifie à Thales un contrat de levée de risques pour le successeur du pod Damoclès afin de l'équiper d’une voie jour en plus des capteurs infrarouges, avec pour objectif de « renforcer l’attractivité de l’offre française ». En effet certains pays ayant acheté des Mirage ont préféré l’équiper de nacelles américaines, ou israéliennes,. Dans le cadre de la loi de programmation militaire 2014-2019, le développement de cette nacelle est notifié le 30 décembre 2013 pour une qualification prévue mi-2018 en phase avec le futur standard F3-R du Rafale.
Le recours à la réalité augmentée permet de simplifier la présentation de la situation tactique pour l’équipage, la TALIOS est dotée de « capacités non traditionnelles » NTISR [Non-Traditional Information, Surveillance and Reconnaissance], qui donnent la possibilité de mener de front des missions de reconnaissance et d’appui, les données étant transmises en temps réel. Son maintien en condition opérationnelle [MCO], qui était le point noir des nacelles Damocles, est facilité grâce à l’outil de maintenance prédictive « SmartFleet ».
Les forces armées françaises prévoient dans un premier temps l’acquisition de 45 exemplaires, 20 sont commandés en octobre 2016. Elle est qualifiée en novembre 2018 et les livraisons débutent à la fin de l’année 2018, pour s’étaler jusqu’en 2022. Les Rafale Marine l'utilisent depuis début 2020. La première capacité opérationnelle sur Rafale F3-R de l’armée de l’air et de l’espace de cette nacelle optronique a lieu le 29 octobre 2020. Le 25 avril 2022 la DGA annonce la commande de 21 nouvelles nacelles de désignation Talios, puis 15 de plus lors de l’ajustement annuel de la LPM, ce qui porte le nombre total de pod Talios à 82 dans l'armée de l'air et de l'espace.
Il a été utilisé en opération pour la première fois en 2021, lors d’une frappe effectuée par des Rafale F3R contre l’État islamique dans le cadre de l’Opération Chammal.

## Caractéristiques
Il est doté de capacités de guidage des missiles air-sol par désignation laser, d'évaluation des dommages à longue distance et de reconnaissance de cible.
Il est également équipé de modes de reconnaissance double bande jour/nuit et d'identification des cibles aéroportées jour nuit.
Talios peut transmettre et recevoir les données collectées en temps réel, permettant une meilleure interopérabilité.

## Développements
Depuis 2022, les nacelles livrées disposent d'une capacité haute définition permettant de fournir à l’équipage une image proche-infrarouge de meilleure résolution, et de l’ajout d’un capteur « grand champ visible couleur » qui permettra de coloriser les vidéos à partir du standard F4.2 du Rafale.
À partir de 2026 et l’arrivée du standard F4.3, elle utilisera l’intelligence artificielle pour effectuer de l'apprentissage profond, afin de passer au crible une zone donnée, d'analyser automatiquement les images et de soumettre à l’équipage les objets d’intérêts qu’elle aura détecté. Elle sera capable de repérer des objets de petite taille dans les images afin que le pilote puisse rester à distance de sécurité. Le développement est mené dans le cadre d’un contrat notifié en décembre 2023 par la DGA, et utilise pour l’entraînement  de ses algorithmes des myriades d’images issues des bases de défense souveraines mises à disposition par les forces françaises ou acquises par Thales lors de vols industriels. Pour cela, Thales s'appuie sur son laboratoire d’innovation interne « Image’Inn ». Face au déluge d’informations issues de différents capteurs, elle sera nécessaire pour extraire et transmettre les informations pertinentes et éviter ainsi de saturer les moyens de communications, dans la perspective du futur combat collaboratif (partage, fusion et synthèse d'informations entre plateformes aériennes, terrestres et maritimes).